# Maya Jansen
Maya Jansen (27 mei 1994) is een tennisspeelster uit de Verenigde Staten. Als tiener speelde zij naast tennis ook volleybal op nationaal niveau.
In 2015 verkreeg Jansen, samen met Erin Routliffe, een wildcard voor het vrouwendubbelspeltoernooi van de US Open door het winnen van de US Open National play-offs women's doubles. Hun plaats in de play-offs verdienden zij door het winnen van de vrouwendubbelspeltitel van de NCAA dat jaar, nadat zij in 2014 ook al de NCAA-titel hadden gewonnen.

## Resultaten grandslamtoernooien
| Legenda | Legenda                          |
| ------- | -------------------------------- |
| g.t.    | geen toernooi gehouden           |
| l.c.    | lagere categorie                 |
| –       | niet deelgenomen                 |
| G       | uitgeschakeld in de groepsfase   |
| 1R      | uitgeschakeld in de eerste ronde |
| 2R      | uitgeschakeld in de tweede ronde |
| 3R      | uitgeschakeld in de derde ronde  |
| 4R      | uitgeschakeld in de vierde ronde |
| KF      | uitgeschakeld in de kwartfinale  |
| HF      | uitgeschakeld in de halve finale |
| F       | de finale verloren               |
| W       | het toernooi gewonnen            |
| w-v     | winst/verlies-balans             |

### Vrouwendubbelspel
| Toernooi        | 2015 |
| --------------- | ---- |
| Australian Open | –    |
| Roland Garros   | –    |
| Wimbledon       | –    |
| US Open         | 1R   |